# Malověrná Líza
Malověrná Líza (v anglickém originále She of Little Faith) je 6. díl 13. řady (celkem 275.) amerického animovaného seriálu Simpsonovi. Scénář napsal Bill Freiberger a díl režíroval Steven Dean Moore. V USA měl premiéru dne 16. prosince 2001 na stanici Fox Broadcasting Company a v Česku byl poprvé vysílán 19. srpna 2003 na stanici ČT1.

## Děj
Při sledování vědeckofantastického filmu z 50. let uvidí Bart a Líza reklamu na model rakety a Bart si ji objedná pomocí čísla Homerovy kreditní karty. Homer pomůže Bartovi a Milhouseovi raketu postavit, ale ta před startem vyletí do vzduchu. Homer žárlí, že Ned Flanders postavil lepší raketu, a tak požádá o pomoc šprty – své bývalé spolubydlící z vysoké školy, Garyho, Douga a Benjamina, aby postavili raketu pilotovanou křečkem Nibblesem. Raketa úspěšně vzlétne, ale nastanou komplikace a Nibbles z ní vyletí. Homer se pokusí raketu sestřelit brokovnicí ráže 12, ale raketa se zřítí na kostel. Církevní rada se sejde, aby rozhodla, jak sehnat peníze na opravu kostela. Protože nemají k dispozici žádnou jinou pomoc, přijmou pomoc od pana Burnse a Lindsay Naegleové, kteří chtějí kostel provozovat jako firmu. Oba dva přestaví kostel na komerční monstrum s reklamními cedulemi, směnárnou, sochou Sádelníka, fotobudkou pro návštěvníky kostela, kteří si mohou dát obličej do výřezu Ježíše z Poslední večeře, a Jumbotronem známým jako Godcam. Líza je tím zděšena a poté, co Lovejoy přivítá Noida, aby uspořádal kázání „o posvátnosti lahodnosti“, kostel opustí, protože má pocit, že její náboženství ztratilo duši. 
Té noci se Líza modlí k Bohu a ujišťuje ho, že se k němu neobrátila zády, ale hodlá hledat novou cestu k „Němu“ (nebo „Ní“, jak říká). Při procházce městem, kdy míjí mnoho svatokrádežných nápisů, najde buddhistický chrám. Uvnitř vidí meditující Lennyho a Carla a hollywoodský herec Richard Gere ji učí základním pojmům buddhismu. Zaujatá Líza si vezme brožurku o buddhismu a doma ji studuje. Ta ji přesvědčí o přednostech této víry a Líza z okna oznámí, že se stala a navždy zůstane buddhistkou. Na zahradě si zasadí vlastní strom bódhi a začne meditovat, ale Marge má stále větší obavy o Lízinu duši a snaží se ji přesvědčit, aby se vrátila ke křesťanství. 
Na schůzi církevní rady reverend Lovejoy řekne Marge, aby využila Vánoc k tomu, aby ji uplatila zpět. Marge upeče cukroví, vyzdobí dům a nechá Ralpha a Milhouse převléknout se za poníka do balicího papíru, aby ji zlákala, ale Líza z domu uteče, když si uvědomí, co se děje. V buddhistickém chrámu řekne Gereovi, že se ji rodina pokusila podvést, ale Gere ji informuje, že buddhismus je sice o tom, že člověk najde vnitřní klid, ale také o respektování různosti jiných náboženství na základě lásky a soucitu. Líza tak může se svou rodinou slavit jakýkoli svátek, včetně Vánoc. Líza se vrací domů, usíná u vánočního stromku a všem říká, že s nimi bude slavit Vánoce a že bude i nadále věnovat pozornost křesťanství a zároveň praktikovat buddhismus po zbytek svého života. Když ji Marge odvede do kuchyně, aby jí přinesla cukroví, Líza se zeptá na svého poníka, kterého ale rodina nemá, a tak se Marge neúspěšně snaží změnit téma konverzace.

## Produkce a témata
Díl režíroval Steven Dean Moore a byla to jediná epizoda, kterou Bill Freiberger pro Simpsonovy napsal. Poprvé byla odvysílána na stanici Fox ve Spojených státech 16. prosince 2001.
Předtím, než se Jean vrátil k práci na Simpsonových na plný úvazek, pracoval společně s Mikem Reissem a Freibergerem na televizním seriálu Teen Angel. Během práce na Teen Angel Freiberger navrhl, že pokud bude Jean někdy vedoucím Simpsonových, měl by Freibergera najmout jako scenáristu seriálu. Pro 13. řadu se Jean stal showrunnerem a pověřil Freibergera napsáním epizody. Freiberger napsal první verzi scénáře jako externista ve stodole svých rodičů v Pensylvánii, a když se vrátil ke scenáristům, aby příběh přepsal, udělal si Freiberger tolik poznámek, že měl scénář 106 stran. Výsledkem bylo, že Freiberger strávil více času úpravami scénáře, než jeho psaním. Hlavní zápletku epizody, v níž se Líza stane buddhistkou, navrhl Jean, jenž chtěl rozšířit Lízinu osobnost. Když tento nápad se zápletkou předložil scenáristům Simpsonových, začali mít obavy o originalitu dílu. Argumentovali tím, že seriál se již v dřívějších epizodách zabýval náboženskými tématy, ale Jean je ujistil, že epizoda bude především o Líze, nikoli o buddhismu. Na rozdíl od několika dalších dílů seriálu, v nichž postava prochází změnou své osobnosti, zůstala Líza od této epizody buddhistkou, podobně jako během její konverze k vegetariánství v epizodě Líza vegetariánkou.
Freiberger na začátku dílu nadhodil podzápletku s modely raket. Založil ji na skutečném zážitku, kdy jako dítě omylem vypustil model rakety do okna svého domu. Scéna z této podzápletky byla z epizody odstraněna po útocích z 11. září. Ve scéně měl být muž jménem Hassan Jay Salam zatčen policisty (jenž jim řekne, aby zavolali jeho bratrance Caseyho Kasema), kteří si myslí, že raketu, kterou Bart a Homer vypustili, vypustil on (raketa nese zkratku HJS, což znamená Homer J. Simpson). Po útocích byla scéna cenzory stanice Fox považována za příliš urážlivou, a tak byla odstraněna. Původně se měla podzápletka týkat Marge, jež se snažila přimět Homera, aby s Bartem stavěl modely raket. Homer by zpočátku nechtěl, ale poté, co ho Marge přesvědčí, by se do toho brzy pustil více než Bart. Tento nápad na zápletku podpořili někteří scenáristé, kteří si mysleli, že Marge „dostala málo prostoru“, a podle Freibergera by Marge měla „opravdu velkou motivační roli v příběhu“, kdyby podzápletka zůstala zachována.
Zrekonstruovaný kostel v epizodě je postaven jako nákupní středisko. Uvnitř je umístěno několik obchodů a zboží a reverend Lovejoy do svých kázání zapojuje výrobky a televizní programy. Tato scéna slouží k satiře na tzv. megakostely a komercializaci, která je s těmito institucemi někdy spojována. Díl také tvrdí, že i když Vánoce ztratily většinu svého významu, je důležitější „nechat si tyto myšlenky pro sebe, aby rodina byla šťastná“. Komentuje také to, co autoři považují za mentalitu některých křesťanských hnutí ve stylu „všechno, nebo nic, my máme pravdu, všichni půjdete do pekla“. Přestože je epizoda vánoční, svátky jsou zmíněny až ve třetí pasáži dílu. Jean v audiokomentáři k dílu na DVD uvedl, že scenáristé nechtěli natočit konvenční vánoční díl a místo toho chtěli do tématu „vklouznout“. 
V epizodě si zahrál sám sebe herec Richard Gere. Gere souhlasil s hostováním pod dvěma podmínkami: první byla, že buddhismus musí být zobrazen přesně, a jeho druhým a nejsilnějším požadavkem bylo, aby Líza v epizodě řekla „Free Tibet“. Gereovy hlášky nahrál v New Yorku Jean, který v audiokomentáři k dílu na DVD uvedl, že Gere byl „skvělý“ a že mu „nevadilo, že si z něj v epizodě dělají legraci“. Zmínil také, že Gere byl jednou z mála hostujících hvězd, které „vypadaly hezky simpsonovsky“.

## Vydání
V roce 2002 byl díl nominován na cenu Primetime Emmy za vynikající animovaný pořad (za pořad kratší než jedna hodina), ale nakonec prohrál s epizodou Futuramy Rozval Roswell. Matt Groening, tvůrce obou seriálů, vtipkoval, že cena „mu (dala) šanci být zahořklým tak jako tak“. Dne 24. srpna 2010 byla epizoda vydána jako součást DVD a Blu-ray setu The Simpsons: The Complete Thirteenth Season.
Po vydání na DVD získal díl od kritiků převážně pozitivní hodnocení. 
Dominic von Reidermann ze serveru Suite101.com považoval epizodu za „komediální klenot“ a Casey Burchby z DVD Talk napsal, že „nabízí svůj spravedlivý podíl smíchu“.
Stuart O' Conner ze serveru Screen Jabber byl také příznivě nakloněn a označil díl za „prvotřídní“.
Adam Rayner, píšící pro Obsessed With Film, se vysmál výkonu Gerea jako „nevýraznému a ponurému“, nicméně dále napsal, že to nemůže zkazit epizodu, kterou označil za „skvělou“.
Jennifer Malkowski, která dílu udělila známku B−, napsala, že „vrcholem epizody“ byla scéna, v níž „Milhouse oplakává své ‚krásné obočí‘ “, které mu spálili Bart a Homerův model rakety.
V roce 2007 Simon Crerar z The Times zařadil Gereův výkon mezi 33 nejvtipnějších cameí v historii seriálu.
Ron Martin ze serveru 411Mania, který díly o Líze považuje za „tradiční měniče kanálů“, napsal, že „nabízí jednu z nejhorších epizod o Líze“.
Colin Jacobsson z DVD Movie Guide kritizoval díl za to, že je „jen o málo víc než opakováním“ dřívějších epizod seriálu. Tvrdil, že díl si vypůjčuje dějové prvky z epizod Líza vegetariánkou, Cena lásky a Hračka snů, a dále napsal, že díl je „dost neoriginální dílo“ a že „nedokáže přinést víc než jeden nebo dva úsměvy“.